# Germaine Mason
Germaine Mason (Jamaica, 20 de janeiro de 1983 – Kingston, Jamaica, 20 de abril de 2017) foi um atleta olímpico jamaicano-britânico.
Foi medalha de prata nos Jogos Olímpicos de Verão de 2008, na modalidade de salto em altura, representando o Reino Unido.

## Biografia
Mason nasceu na Jamaica e treinou com o Stephen Francis no MVP Track Club, antes de se naturalizar britânico, em 2006. Dois anos mais tarde, ganhou uma medalha de prata para a Grã-Bretanha em Pequim depois de saltar 2,34m, ficando atrás do russo Andrey Silnov, que marcou 2,36m.
Morreu em 20 de abril de 2017, aos 33 anos, em Kingston, vítima de um acidente de moto. No dia do seu enterro, uma cena chamou a atenção: Usain Bolt, amigo do atleta, ajudou a cavar a sepultura.